# Признания авантюриста Феликса Круля
«Признания авантюриста Феликса Круля» (нем. Bekenntnisse des Hochstaplers Felix Krull) — незаконченный плутовской роман Томаса Манна, над которым он работал перед смертью. Опубликован издательством «S. Fischer Verlag» в 1954 году.

## История создания
Мысль спародировать роман воспитания, заменив традиционного для этого жанра юного художника неотразимым аферистом, Манн вынашивал с 1905 года. Толчком для его воображения послужили мемуары румынского авантюриста Жоржа Манолеску. Первый рассказ, в котором действует персонаж с именем Феликс Круль, был написан в 1911 году. Исходная редакция текста была опубликована в 1922 году, вторая, расширенная — 15 лет спустя. 
В 1950 г. Манн взялся переписывать повесть в роман, не очень рассчитывая его закончить. В одном из писем он признавался, что хотел спародировать напыщенный тон автобиографии Гёте. В 1954 г. он опубликовал первую часть «Признаний авантюриста Феликса Круля». В следующем году писатель умер, и его произведение осталось незавершённым. Впрочем, сам Манн не считал незаконченность недостатком плутовского романа в силу принципиальной открытости этого жанра.

## Сюжет
Повествование в романе ведётся от имени главного героя, самозванца и авантюриста по имени Феликс Круль, сына разорившегося винодела из Рейнской области. Феликс легко обманул призывную комиссию, избежав службы в армии, и перебрался во Францию. Здесь он устраивается на работу в престижный отель, сначала лифтёром, затем официантом. Ловко используя своё природное обаяние, смазливую внешность и тонкий ум, молодой человек легко завоёвывает сердце богатой писательницы, завладевая частью её денег.
Позже Круль знакомится с молодым маркизом де Веноста и берётся помочь аристократу в любовных делах. Феликс подменяет маркиза в путешествии по миру.

## Экранизации
- Фильм режиссёра Курта Хофмана «Признания авантюриста Феликса Круля», 1957 год
- Одноименный пятисерийный мини-сериал немецкого режиссёра Бернхарда Зинкеля, 1982 год

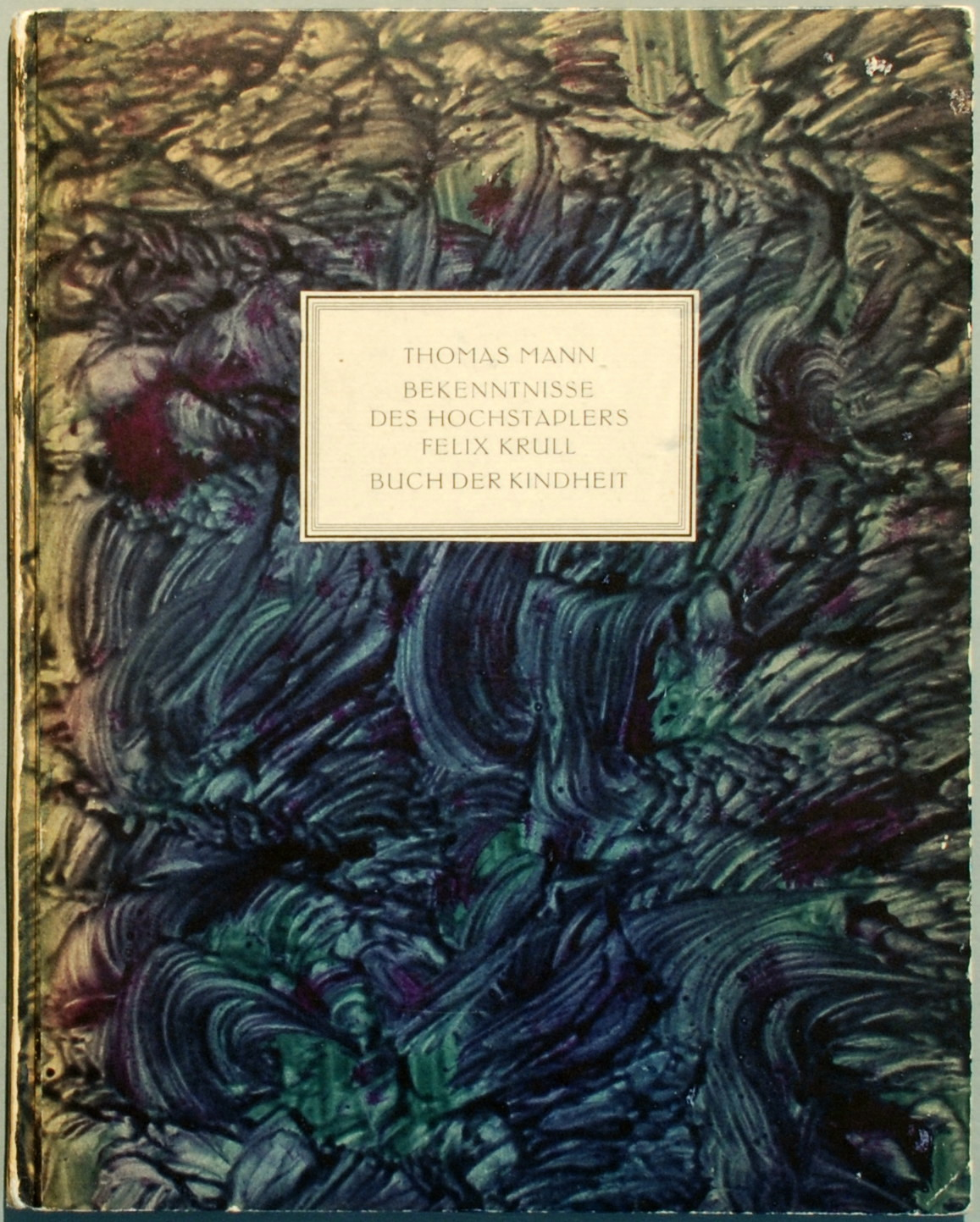
1922
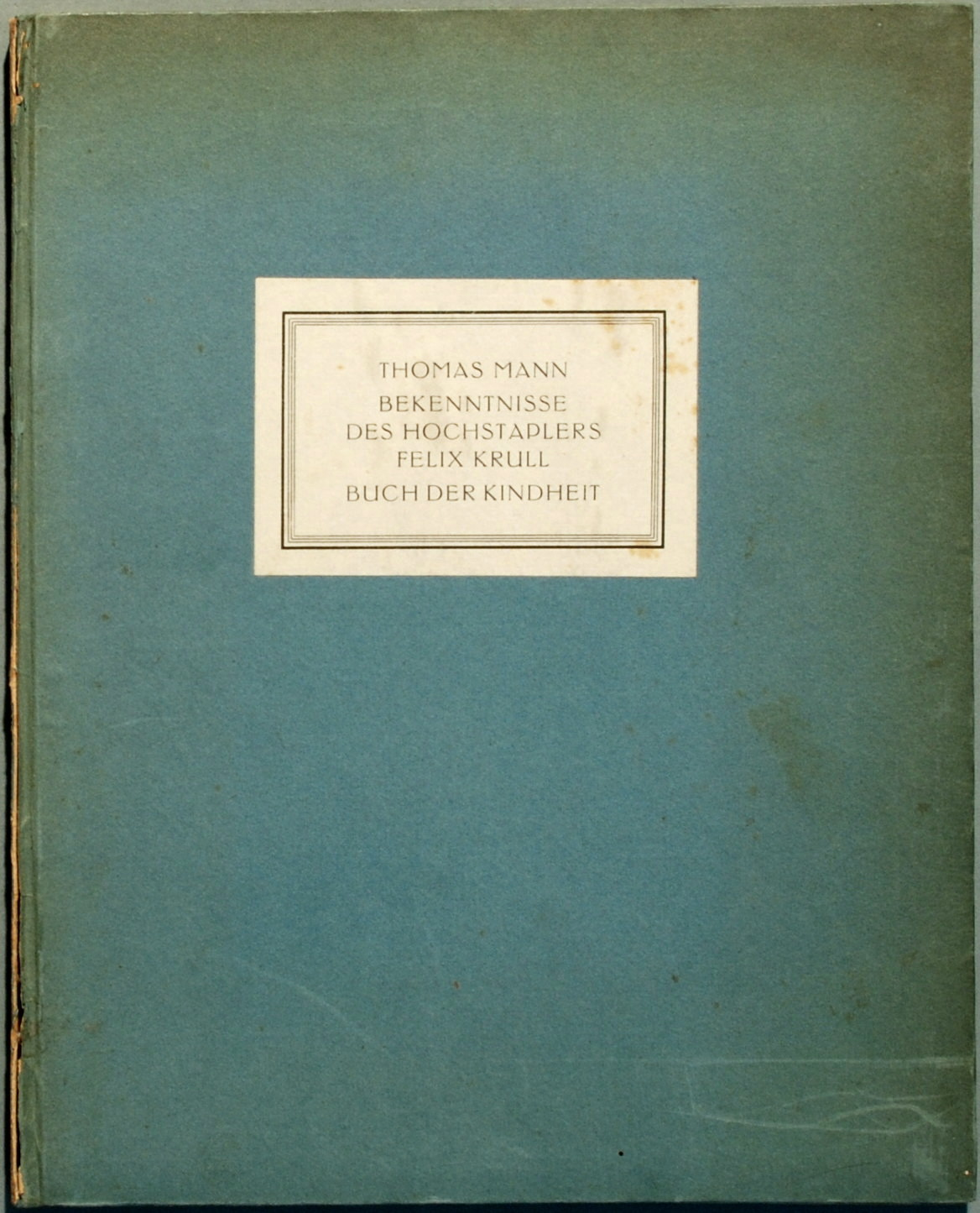
1922
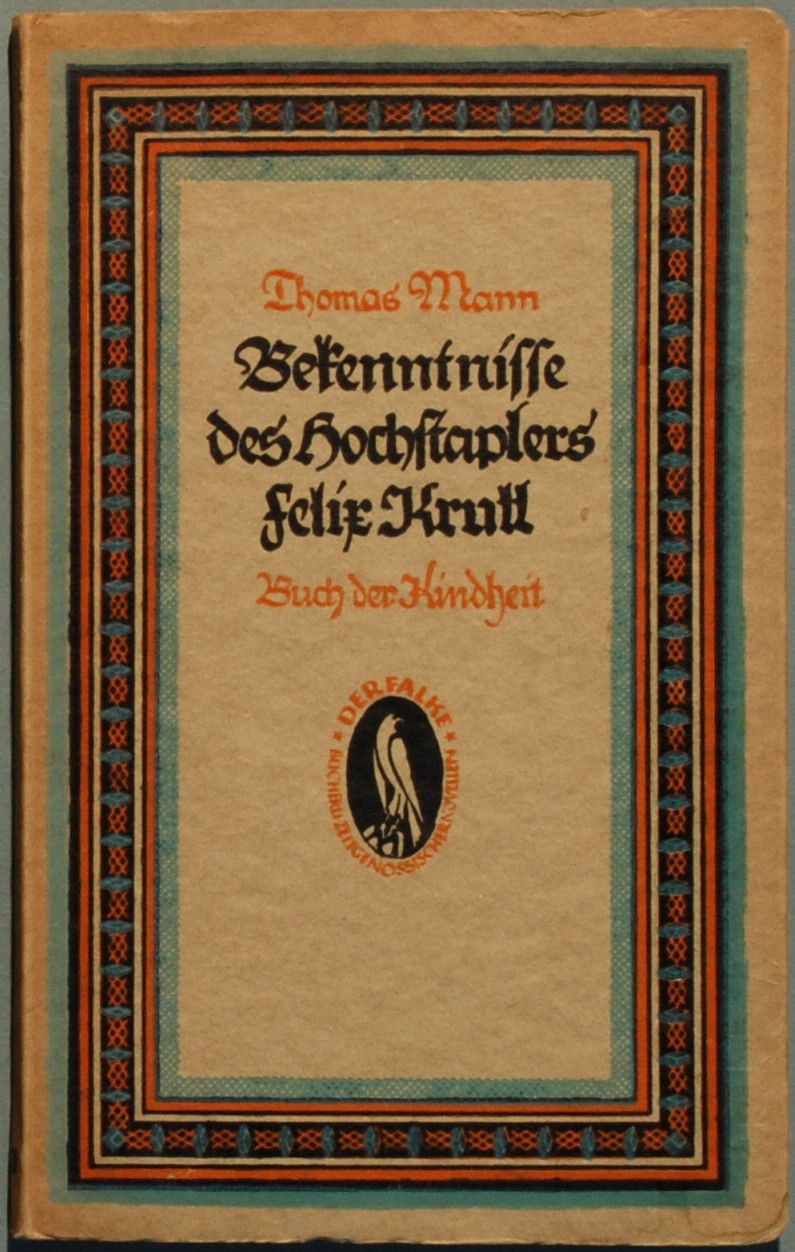
1923
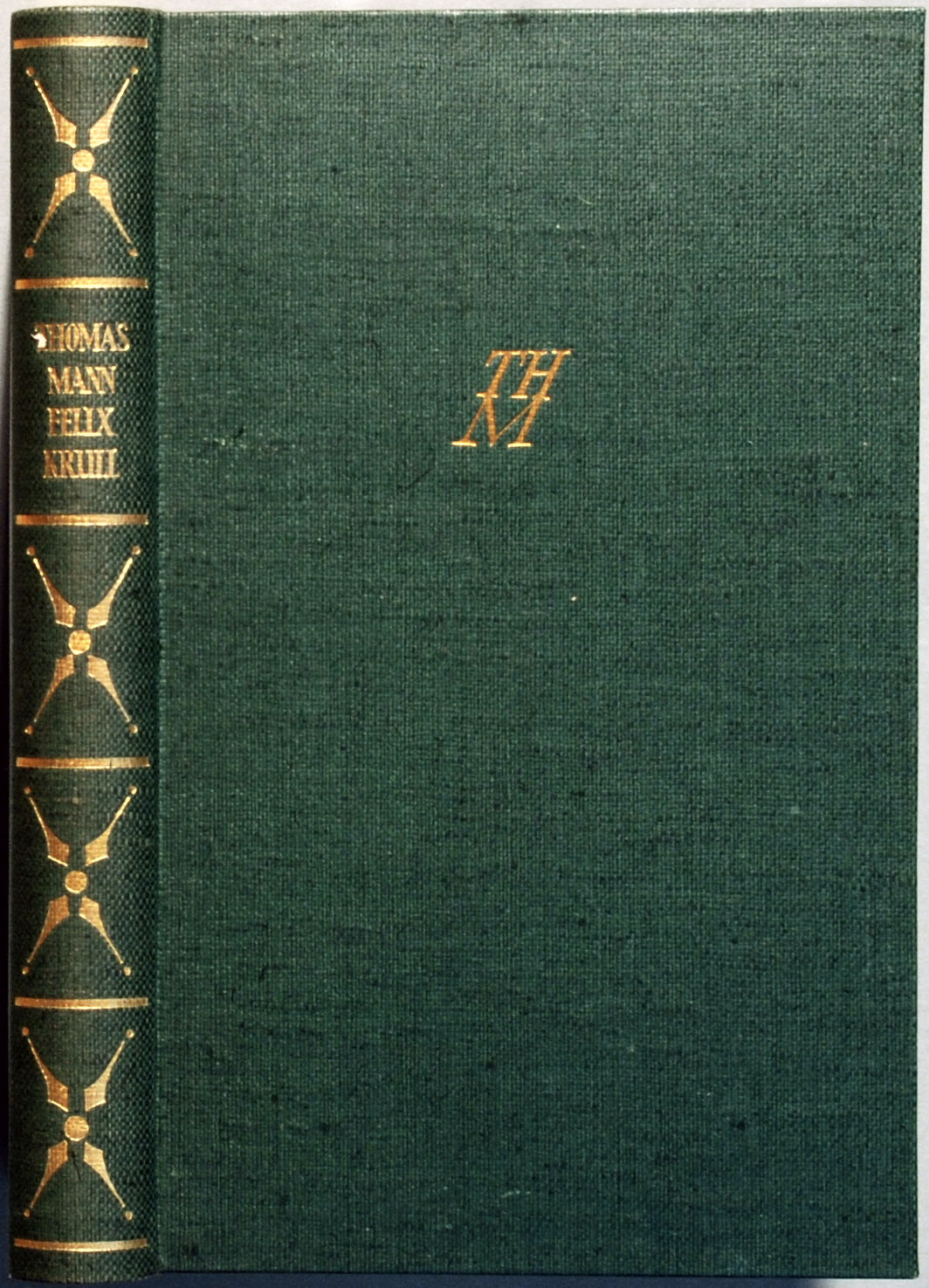
1937
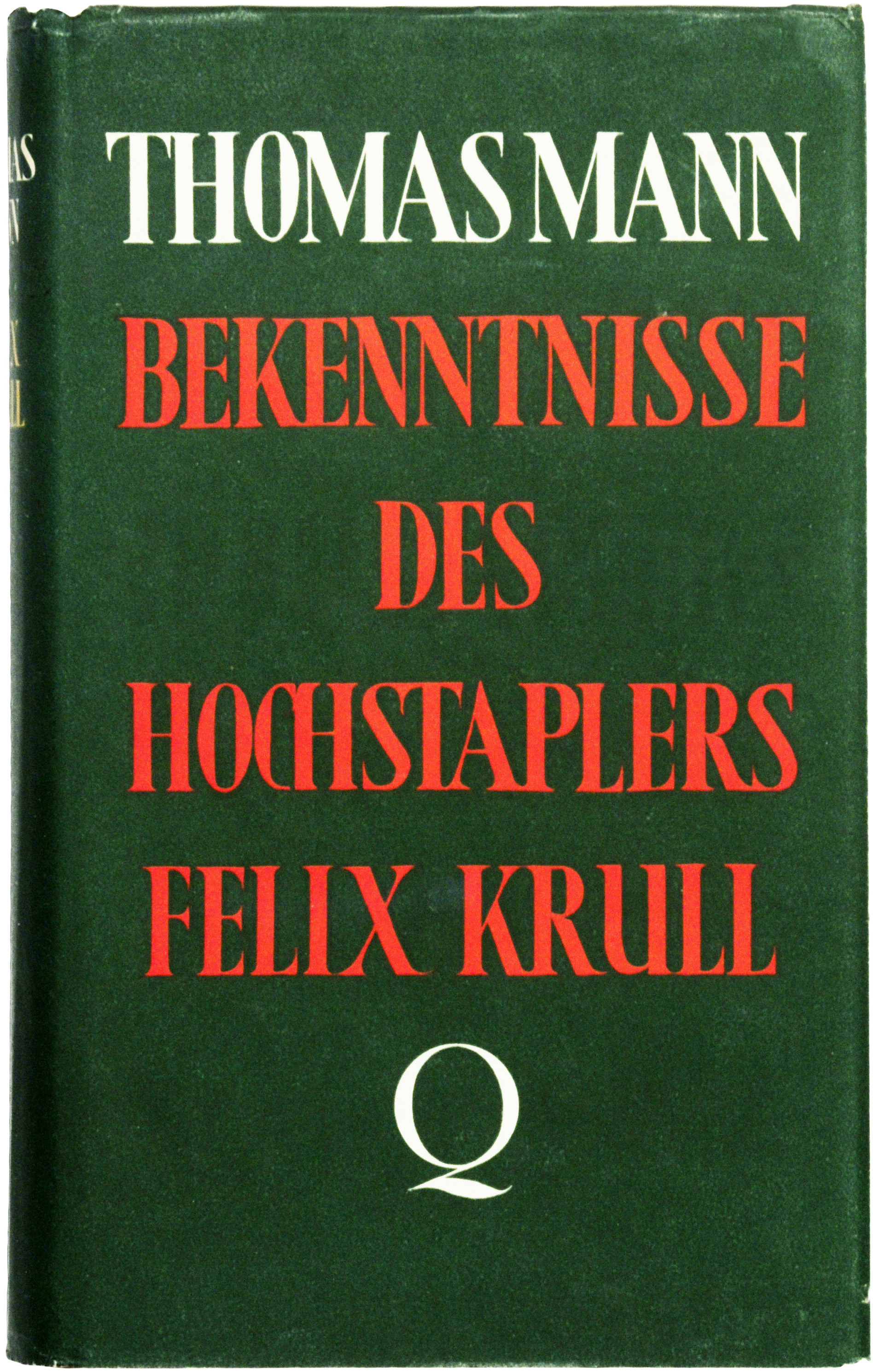
1937
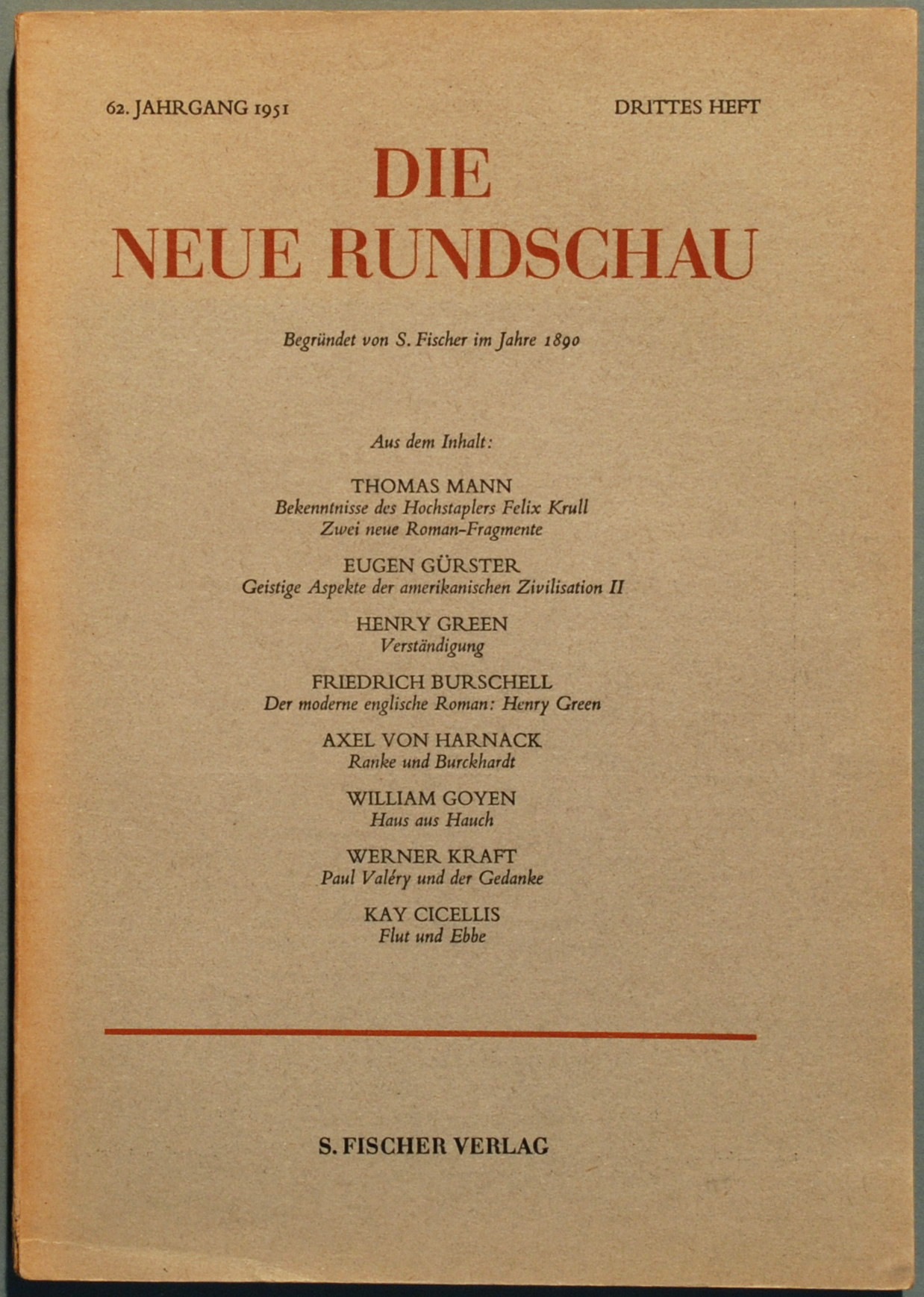
1951
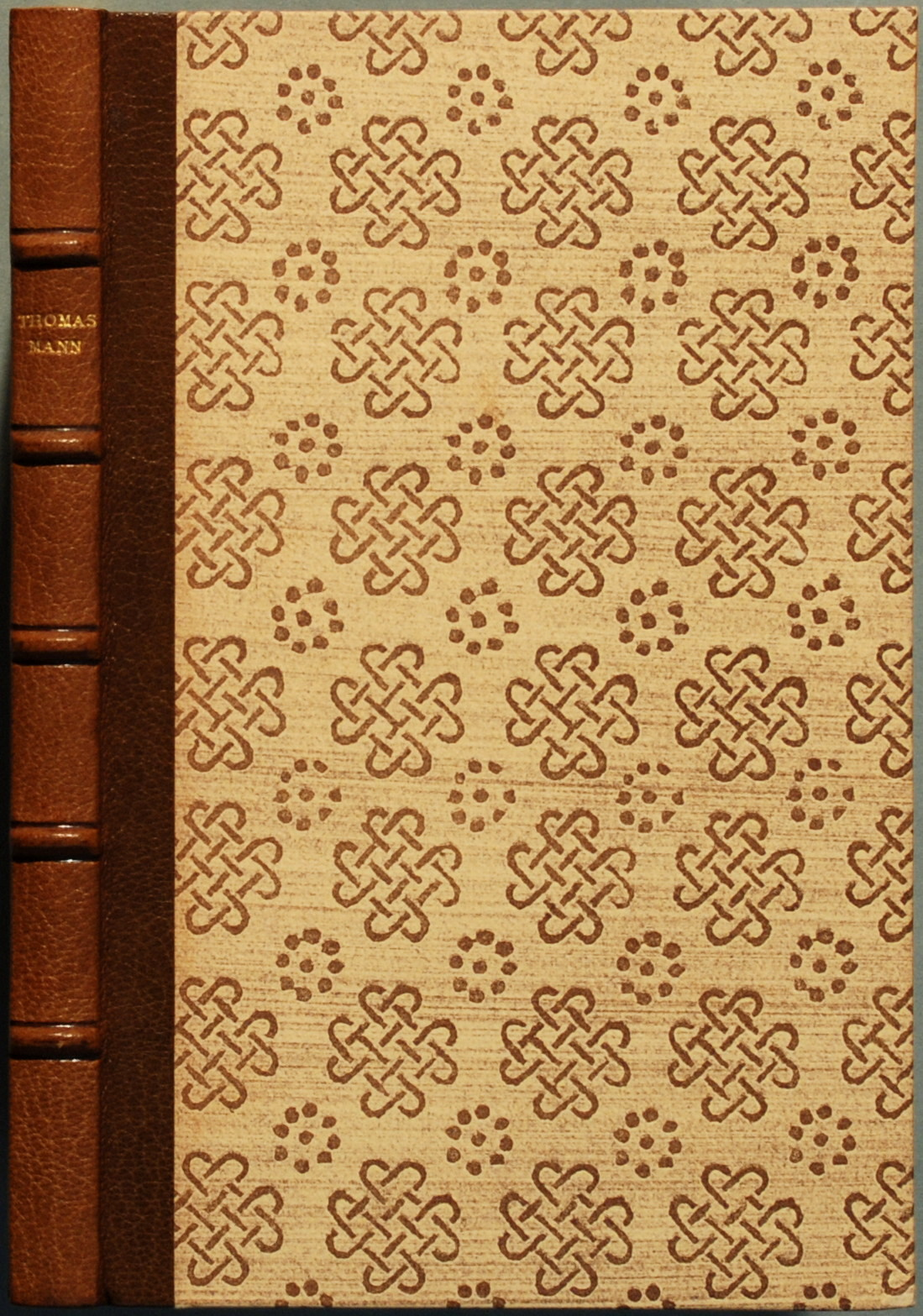
1953
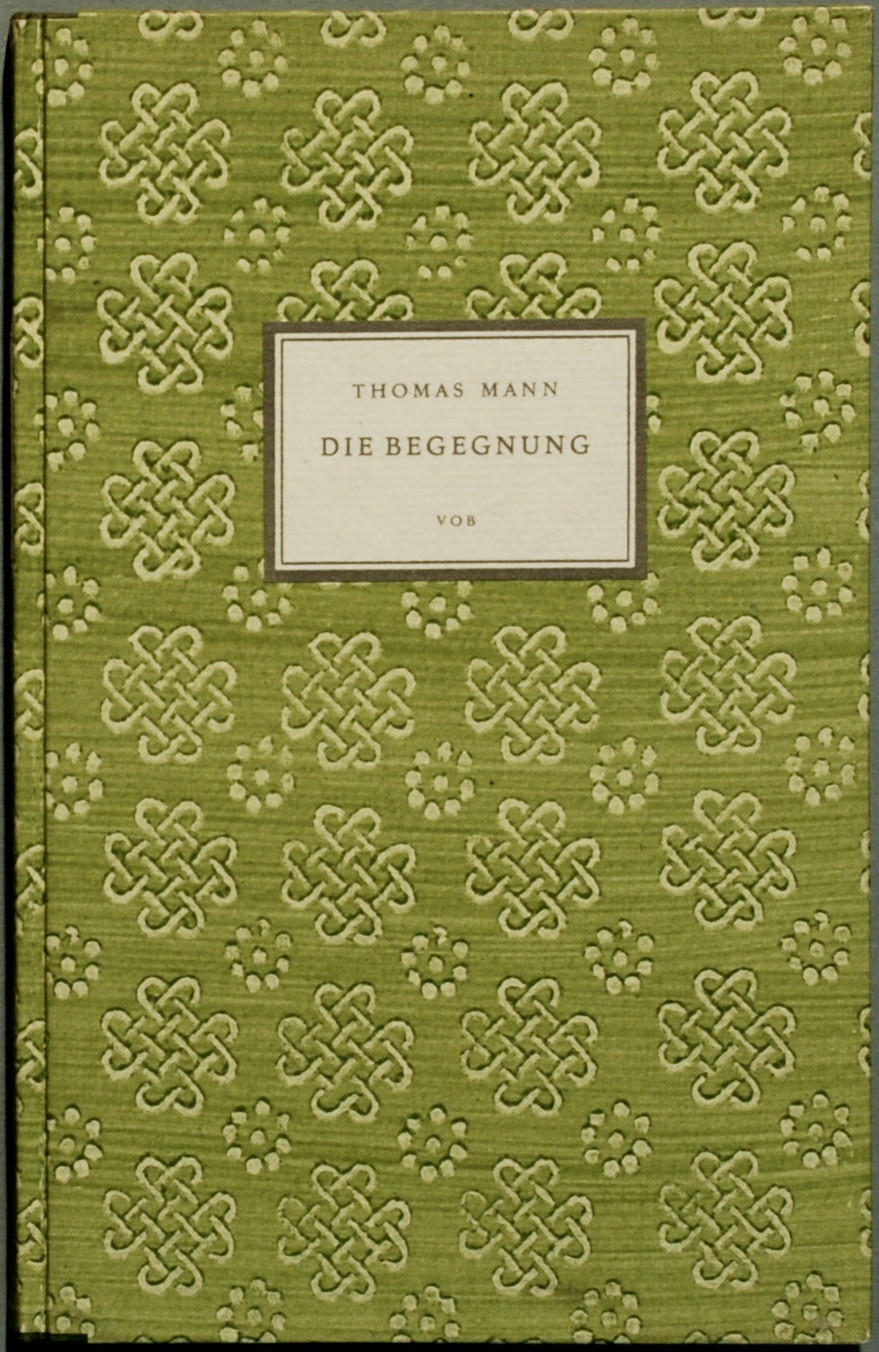
1953
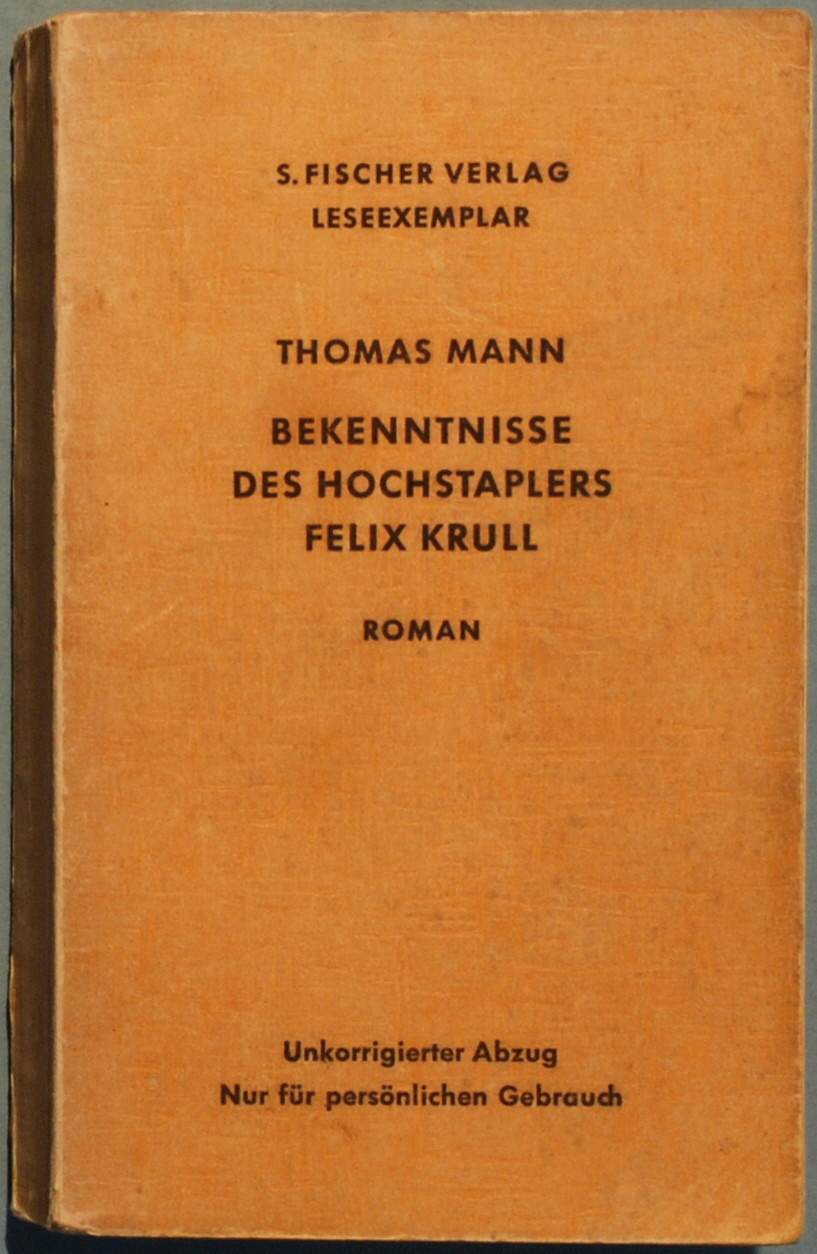
1954
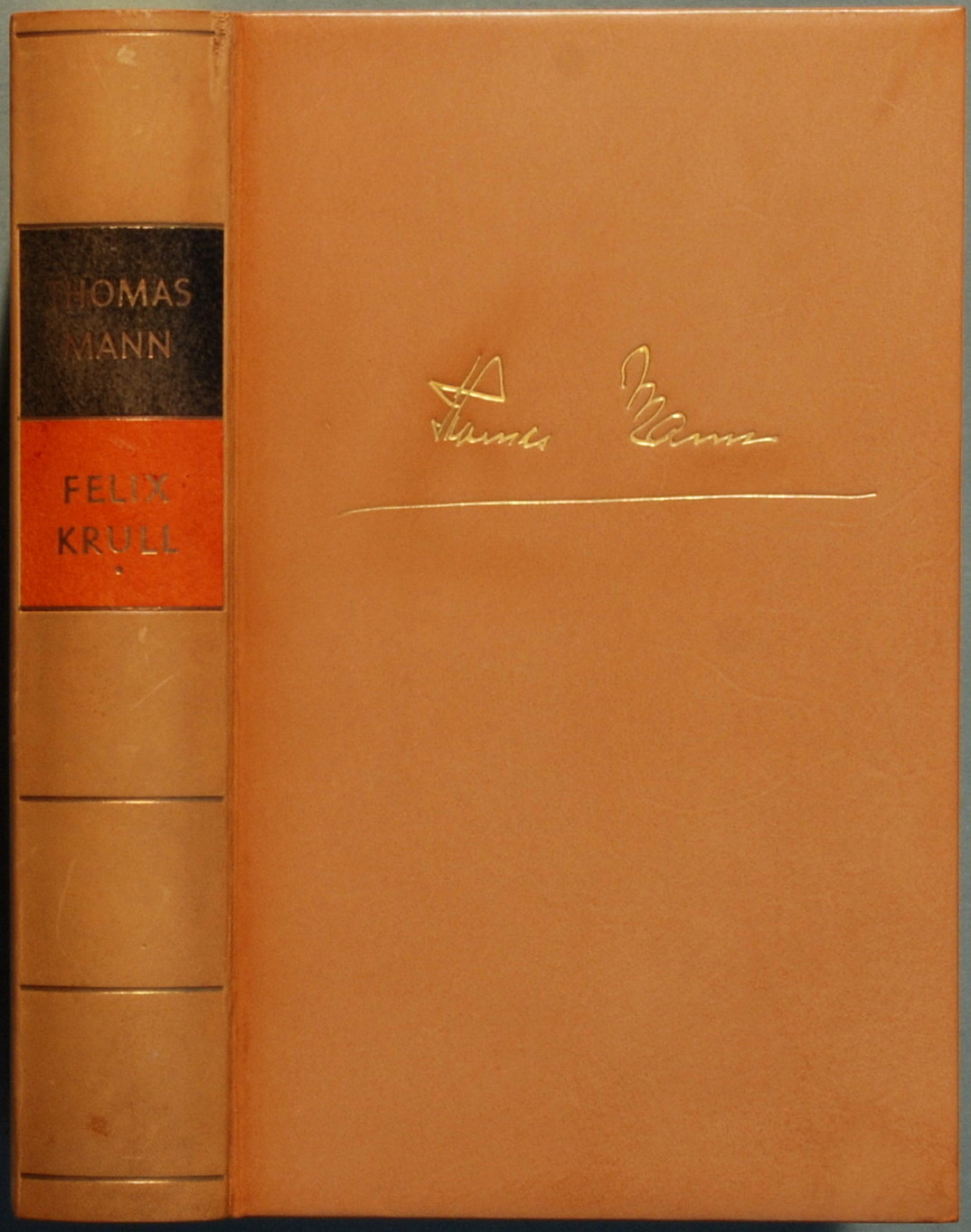
1954
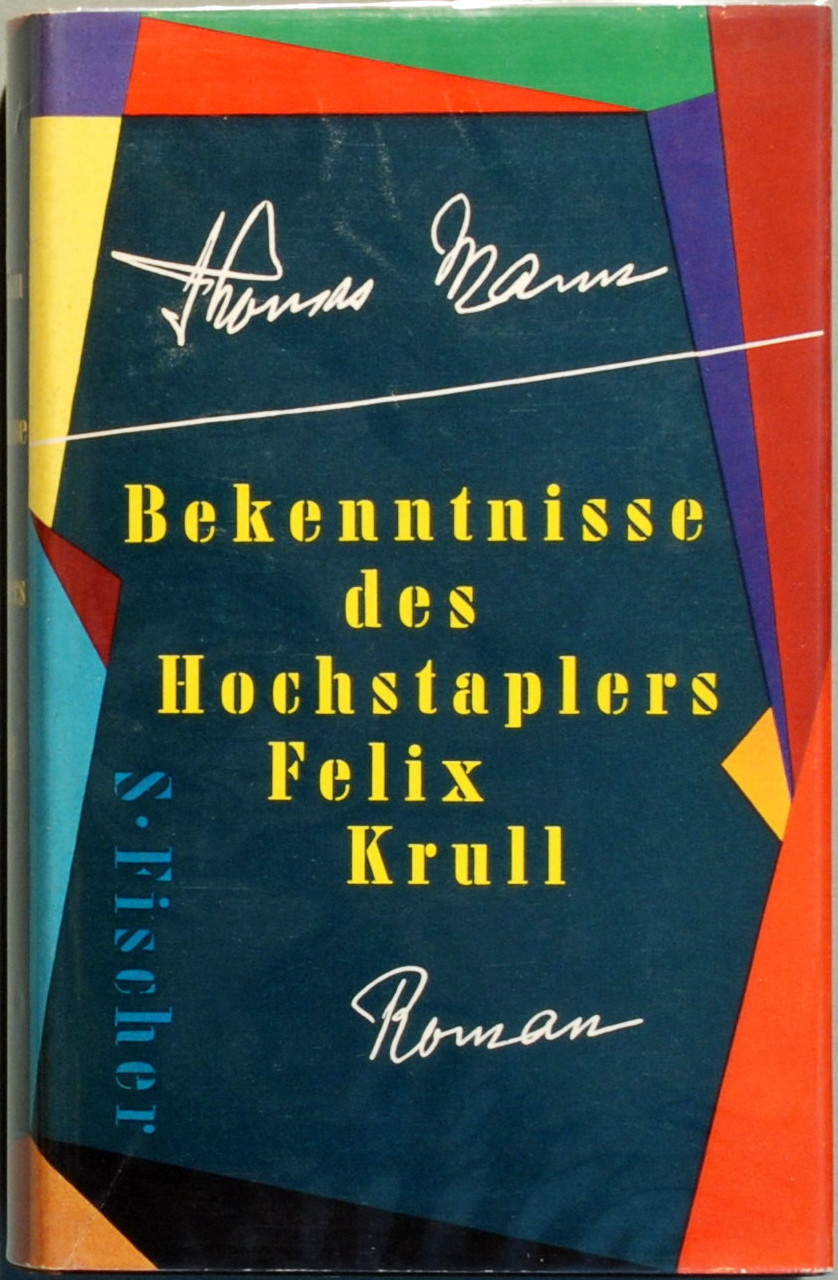
1954
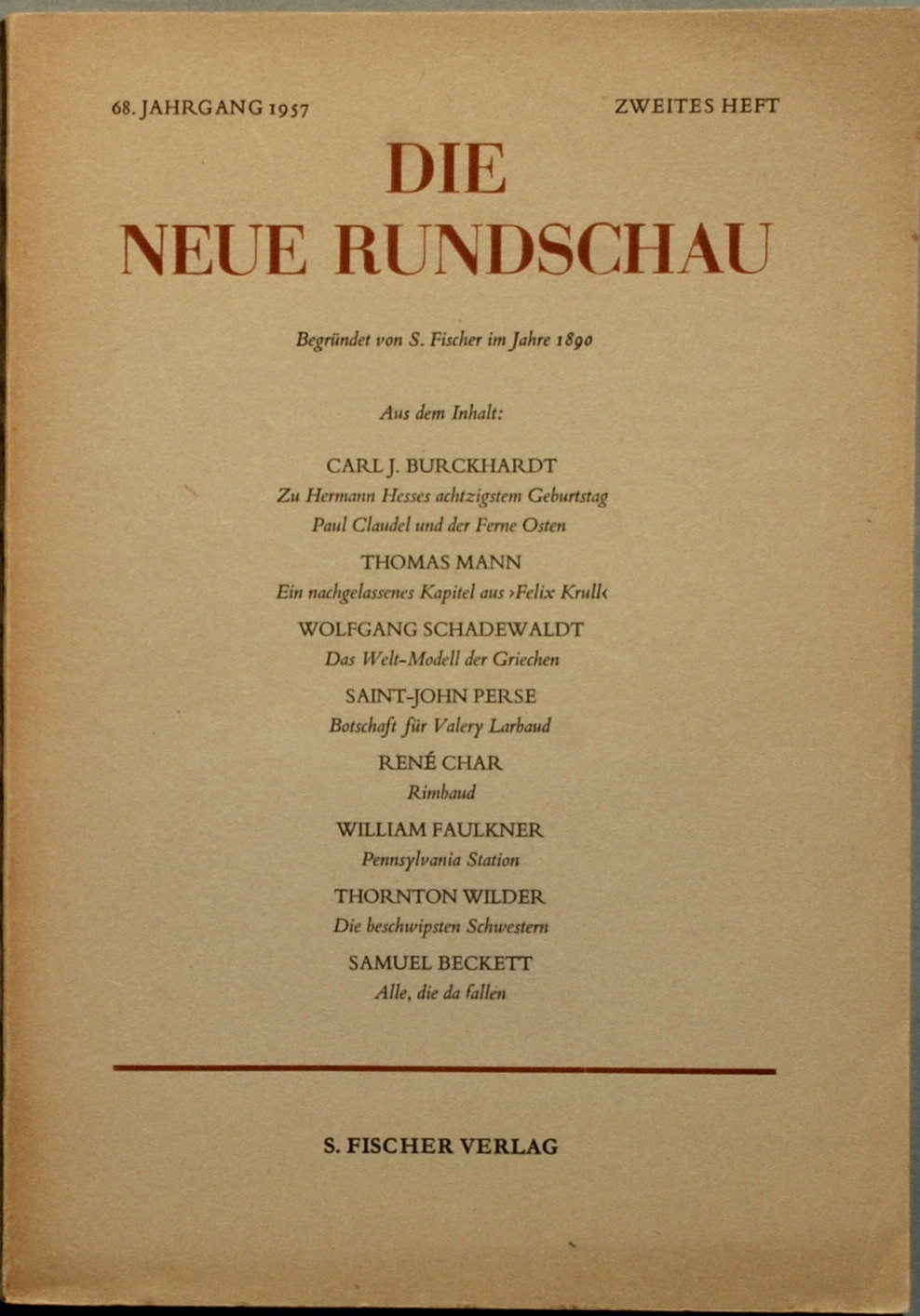
1957